# Snårpelarkaktussläktet
Snårpelarkaktussläktet (Acanthocereus) är ett suckulent växtsläkte inom familjen kaktusväxter. Arten förekommer naturligt i stora delar av det tropiska Amerika, från Florida ut till Västindien, västra Mexiko, genom hela Centralamerika och ända ner i Colombia. 

## Beskrivning
Snårpelarkaktussläktet är pelarväxande kaktusar och har klena stammar, är nattblommande och i de flesta fall doftar de mycket. Det är rikt grenade plantor, som antingen grenar sig vid basen eller längre upp på stammarna, och vissa arter bildar täta snår. Stammarna har fem till nio åsar som är rundade eller mer spetsiga, och på dessa sitter de små runda areolerna. En del arter har enfärgade, djupgröna stammar, andra har blå och vita fläckar. Det finns upp till tio fina, radiära taggar som sällan blir längre än 1,3 centimeter långa, och oftast är de mycket mindre. Färgen på taggarna varierar från vitt eller grått till gulbrunt eller svart. De har en till tre centraltaggar som är längre än radiärtaggarna, ibland så mycket som 2,5 centimeter, är raka eller något böjda och står ut från plantan. Färgerna hos dem är desamma som hos radiärerna. Blommorna har en smal pip och de öppnar sig helt. Dessa plantor blommar mycket rikligt under sommar- och höstmånaderna. Blommorna kan bli 12,5 centimeter långa och tio centimeter i diameter, och är vita eller blekrosa. Frukterna är klotformade eller markant långsträckta, mellan 2,5 och 7,5 centimeter långa. De är rödaktiga då de är mogna, köttiga inuti och släta på utsidan. 
Det vetenskapliga namnet Acantho kommer från grekiskans a’cantha som betyder tagg och cereus från latinets ce’reus som betyder vaxliknande.

## Odling
Snårpelarkaktussläktets arter är väldigt lättodlade. Som unga plantor är de upprätt växande, men äldre exemplar behöver stöd. Jordblandningen bör bestå av två delar humus och en del sand. De vill ha mycket vatten under de varmare månaderna, från vår till höst. De flesta arter mår bäst odlade under lätt skugga. Vintertid är en minimitemperatur på 10°C lämplig för de flesta arter, under förutsättning att de hålls helt torra. Om plantorna vistas i en högre temperatur kan det behövas lite vatten för att förhindra att plantorna skrumpnar.

## Taxonomi
Snårpelarkaktussläktet är ett släkte med bristfällig klassificering och det är den senaste tidens forskning som har klarlagt att det tillhör tribus Pachycereeae och står "förmodligen" ganska nära Harrisia och Leptocereus. Det har också rådit en stor förvirring gällande namnet Acanthocereus. När George Engelmann gav dessa arter namnet för första gången 1863 låg dessa under släktet Cereus, men misslyckade redan då med att påvisa några distinkta gemensamma karaktärsdrag. 